# Rocca Maritano
La Rocca Maritano (2.543 m s.l.m.) è una vetta delle Alpi Graie.

## Descrizione

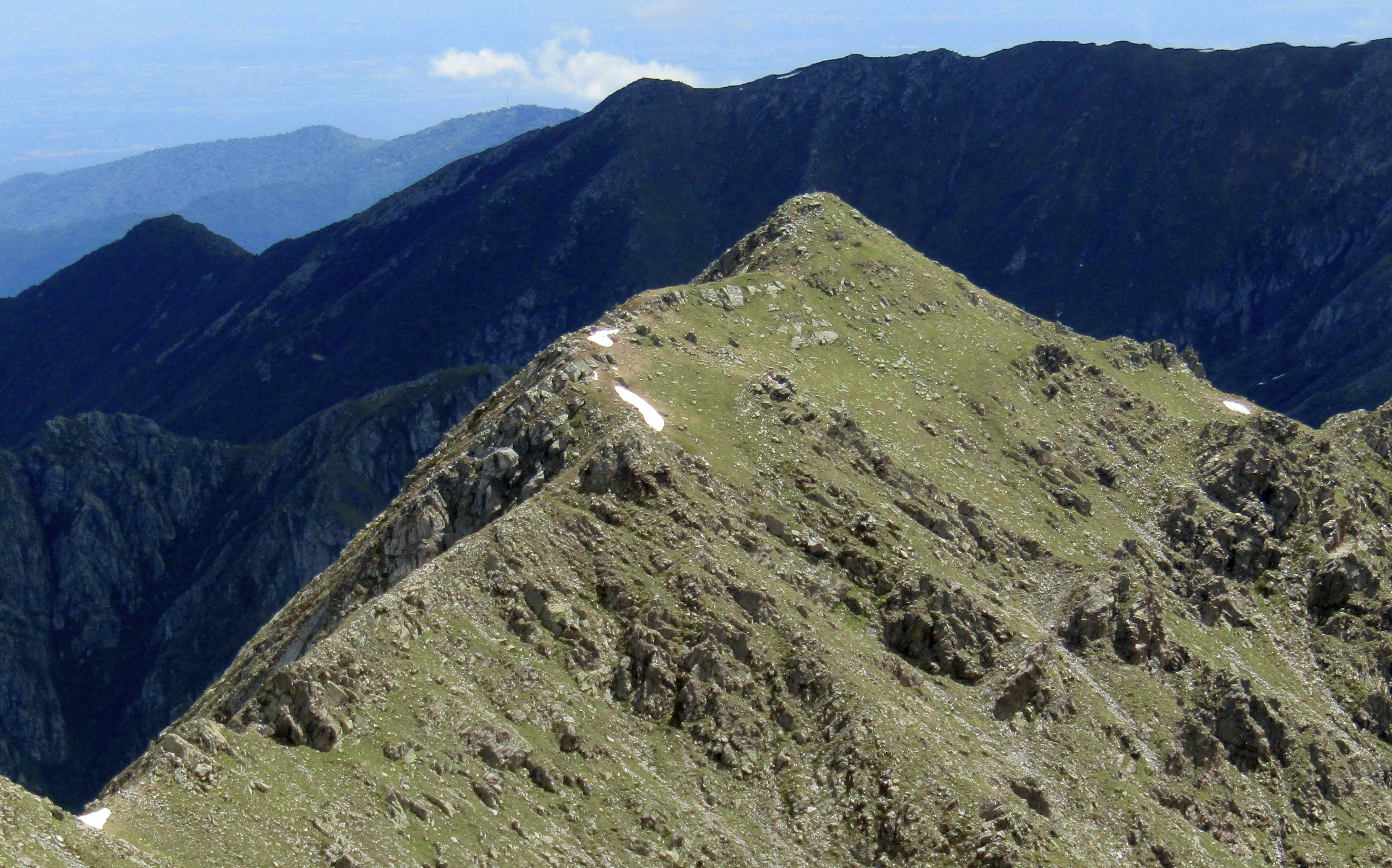
Vista dalla Punta Cruvin

La montagna si trova in Piemonte lungo lo spartiacque tra la valle di Viù e la valle di Susa e ricade nei territori comunali di Usseglio e di Condove  (entrambi nella città metropolitana di Torino).
A sud-est una insellatura alla quota di circa 2.437 metri la divide dalla Punta dell'Adois (2.509 m), mentre verso nord-est la cresta continua verso il colle della Forcola (2.480 m) e la punta Lunella.

## Accesso alla cima

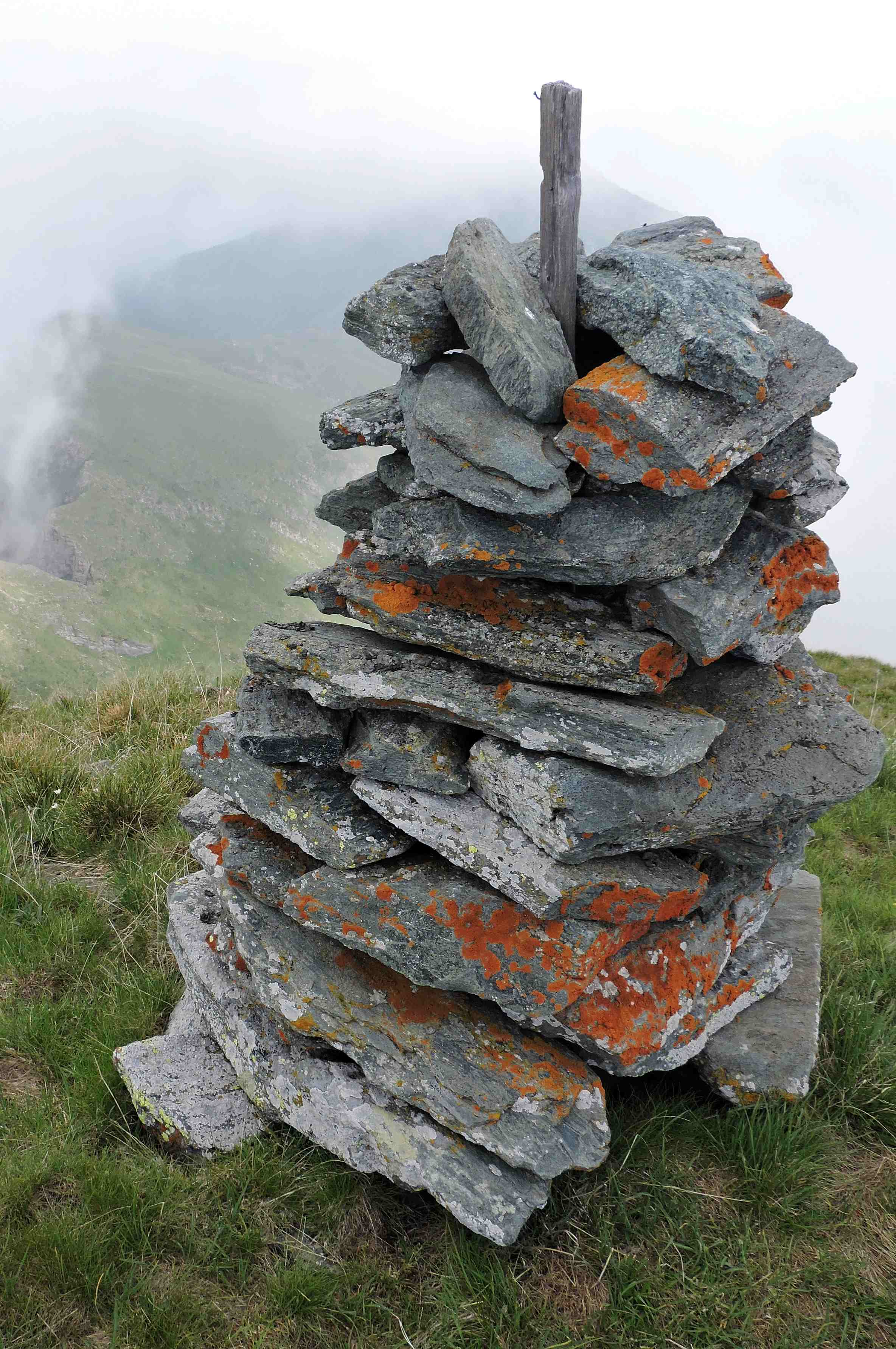
L'ometto sulla sommità.

La punta può essere raggiunta con partenza da Pian Benot (Usseglio) passando prima per il colle delle Lance (2.170 m), poi per quello della Forcola e raggiungendo infine il punto culminante per la cresta ovest.